# Michał Gos
Michał Gos (ur. 1974 w Gdańsku) – polski perkusista i kompozytor wywodzący się z Gdańskiej Sceny Alternatywnej. Od końca lat 90. współtworzy scenę yassową (Mazzoll & Arhythmic Band, Mazzoll i Arhythmic B&, Mazzoll & Arhythmic Perfection). Od początku lat dwutysięcznych zajmuje się muzyką swobodnie improwizowaną i eksperymentalną.
Dołączył do pierwszego w Polsce żeńskiego zespołu alternatywnego Oczi Cziorne i współtworzył ich debiutancki album Oczi Cziorne, za który zespół otrzymał nominację do nagrody Fryderyki 2001 w kategorii Nowa Twarz Fonografii.
Współtworzył zespół Boys Band Trio, Sonus Akrobata, Rogulus X Szwelas und Gos, Śladami Gagarina, Freeyo, IZES, Maszyna do Mięsa, Vulgar, Ikenga Drummers, Lonker See, polsko-ukraińskie trio Awatair oraz perkusyjną grupę Gostrosta z Jackiem Stromskim i Kubą Staruszkiewiczem. Ta ostatnia przeistoczyła się w zespół Rito z Piotrem Pawlakiem na gitarze.
W latach 2011–2013 oraz w 2018 współtworzył serię występów improwizowanych Woda Dżestylowana w sopockim SPATiF wraz z Irkiem Wojtczakiem, z którym nadal występuje w duecie oraz w trio z Krzysztofem Hadrychem.
Współpracował z wieloma muzykami z kraju i zagranicy m.in. Zdzisławem Piernikiem, Olgą Szwajgier, Mikołajem Trzaską, Andrzejem Izdebskim, Noël Akchoté, Trey Gunn, Pat Mastelotto, Herb Robertson, Assif Tsahar, John Edwards, Julien Petit, Frederic Blondy, Frank Gratkowski, Frank Paul Schubert. Brał udział w projekcie "Cobra" Johna Zorna, oraz w projektach Jacka Lachowicza i Romka Puchowskiego.
Realizował muzykę do przedstawień teatralnych w tym teatrów tańca, a także filmów.
Obecnie występuje z zespołem Oczi Cziorne, Baden Baden, oraz tworzy duet Żmija.

## Dyskografia[26]
- Diffusion Ensemble – Azure Excess (1999)
- Boys Band Trio – Curvatura Grande (2001)
- Rogulus X Szwelas und Gos – Live in Jena (2001)
- Oczi Cziorne – Oczi Cziorne (2001)
- Jazzgot: Two; Four; Five (2003)
- Kombajn do Zbierania Kur po Wioskach – Ósme piętro (2005)
- OLTER- JACEK OLTER i 50 ARYSTÓW (2006)
- Lachowicz – Za morzami (2007)
- Zacier – Masakra na Wałbrzyskiej (2009)
- Freeyo (2009)[27]
- Sonus Akrobata – Mandragora (2009)[28]
- Vulgar – The Professional Blasphemy (2010)
- J***ł was pies (2011)
- Maszyna do mięsa – Wojna to zalegalizowana egzekucja (2011)
- Vulgar – We Have Come To Kill You (2012)
- IZES – Emotional Risk (2012)
- GOSTROSTA – BUM (2012)
- Oczi Cziorne – aoeiux (2014)
- Tymon and The Transistors – Polskie gówno – soundtrack (2014)
- IZES – Hello Wasteland (2016)
- Lonker See – Split Image (2016)
- Rito – Rito (2017)
- Lonker See – One Eye Sees Red (2018)
- Ikenga Drummers – Movement for the future (2019)
- Awatair plays Coltrane[29] (2019)
- Band_A – Between Wind And Forest (2020)
- Lonker See – Hamza (2020)
- Lonker See – Time Out (2021)[6]
- Baden plays Chopin (2024)[30][23]